# Landschaftsmalerei im Elsass im 19. Jahrhundert
Ende des 18. bzw. Anfang des 19. Jahrhunderts wurde die Natur und Landschaft im Elsass, wie in vielen Ländern Europas, wiederentdeckt. Auch die Landschaftsmalerei im Elsass beschäftigte sich vermehrt mit der natürlichen, nicht von Menschen gestalteter Natur. Die beginnende Industrialisierung brachte neue Motive für Maler und Zeichner.

## Die Anfänge
Am Ende des 17. Jahrhunderts bewunderten Besucher des Elsass wie Pierre de Val (1662) oder Jacques La Grange (1697) die Landschaft und lobten besonders die Fruchtbarkeit der Rheinebene. Es kam das Bild des „schönen Gartens“ (Beau Jardin) auf, ein Ausdruck, der Ludwig XIV. zugeschrieben wird. Auch der Marquis de Pazay bewunderte 1771 die Landschaft, wie der Engländer Arthur Young 1787/89, oder der russische Historiker Nikolai Michailowitsch Karamsin 1798. Zu dieser Zeit waren die Vogesen mit ihren wilden Bergen und Tälern, mit Wald bedeckt und wenig bevölkert, noch nicht als Naturschönheiten entdeckt. Erst langsam wurden die Burgen wiederentdeckt, so Victurnienne de Mortemart (1759–1828), die 1769 zusammen mit ihren Eltern ihre  Brüder an der Militärakademie in Strasbourg besuchte und dabei die Schlösser Burg Hohbarr und Hohkönigsburg besichtigte und ihre Aussicht lobte.

## Bedeutende Maler und ihre Motive
Der Straßburger Maler Henri Charles Muller (1784–1848) veröffentlichte seine bebilderten Souvenirs pittoresques des Vosges. Auch Henri Lebert (1794–1862), eigentlich Textildesigner aus Munster, zeichnete die Schlösser und Burgen Ribeauvillé, Kaysersberg, Burg Hohlandsberg und Hohkönigsburg. Besonders Jacques Rothmüller (1804–1862) aus Colmar zeichnete und malte viele romantische Burgen. Die Burgruinen auf ihren Bildern sind von wilder Vegetation bewachsen, z. T. sind schon Besucher abgebildet, die auf ihren Ausflügen in die Natur die Reste der historischen Gebäude und ihre Lage bewundern. In den 1840er Jahren wurde das Sujet auch in Paris populär, besonders durch Gustave Brion und Théophile Schuler, zwei Elsässer Maler. Bei ihnen wurde auch das Elend der Landbevölkerung dargestellt.
Eine spezielle Rolle spielte Jean Mieg (1791–1862) aus Mülhausen, der die Textilindustrie im Elsass malte. Seine Bilder der Textilfabriken in Logelbach bei Colmar, Poutay heute Plaine, Dornach und Mülhausen zeigen die Fabrikgebäude in ihrer ländlichen Umgebung im romantischen Stil. Die Fabrikgebäude waren noch mehrstöckig, mit kleinen Türmen und Erkern verziert. Sie glichen eher adligen Landhäusern als Fabriken. Der Antrieb erfolgte meist mit Wasserkraft, nur vereinzelt sieht man kleine Rauchwolken der Dampfmaschinen. Die wenig idyllischen Arbeitsplätze selbst werden nicht dargestellt, auch Arbeiter sieht man nur vereinzelt.
Auch die neuen Eisenbahnen im 19. Jahrhundert wurde von Künstlern wie Adolphe Maugendre, Théodore Muller und der Edition Engelmann (Godefroy Engelmann Nachfolger) abgebildet. Die Eisenbahnen, die Schienenwege und die Bahnhöfe sind in die Landschaft harmonisch eingebettet. In den Begleittexten wird die Möglichkeit, dank der Eisenbahn die Landschaft bequem zu betrachten, hervorgehoben. 1841 veröffentlichte Frédéric-Émile Simon (1805–1886), Lithograph in Straßburg, ein Panorama des Voges et du chemin de fer de Strasbourg à Bâle, das die 140 km der Strecke auf zusammen 12 m langen Bildern darstellte. Im Zentrum stand nicht die Eisenbahntechnik, sondern die Landschaft.
Im Elsass gab es eine weitere Art der Landschaftsmalerei: die Tapetenmalerei. Im Gegensatz zu normalen Tapeten wurden hier ganze Landschaften auf Tapeten dargestellt und alle Wände eines Raums damit tapeziert, sodass ein Panorama entstand, daher auch der Name Panoramatapeten. Die Tapetenfabrik Zuber et Cie in Rixheim, gegründet 1797, stellte diese Art ab 1800 her. Zuerst malte Pierre-Antoine Mongin (1761–1827) die Vorlagen, danach Jean-Julien Deltil (1790–1863). Die Motive waren meist „ideale“ Landschaften, oft exotisch oder englische Gärten mit künstlichen Ruinen und Solitärbäumen. Hergestellt wurden die Tapeten durch Druck mit Holzmodeln, für eine Tapete wurden hunderte von Modeln benötigt.

### Kurzbiographien bedeutender Maler
- Henri Charles Muller (1784–1848): Maler und Graveur, geboren in Straßburg, gestorben in Paris.  Bekannt für seine Landschaftsbilder.[10]
- Henri Lebert (1794–1862): Maler und Zeichner, geboren in Thann (Haut-Rhin) und gestorben in Colmar. Zunächst Zeichner von Blumenmotiven für eine Stoffdruckerei in Münster (Haut-Rhin) wandte er sich nach und nach der Ölmalerei zu, zunächst als Blumenmaler, dann als Landschaftsarchitekt. Er fertigte auch zahlreiche Sepia-Lavierungszeichnungen an, in denen er die Natur und die Burgruinen der Region darstellt.[11]
- Jean Mieg (1791–1862): Maler, geboren und gestorben in Mülhausen. Er studierte an der École nationale des Beaux-Arts in Paris, arbeitete dort fünf Jahre lang unter der Leitung von Meynier und reiste in die Schweiz und nach Italien. Als Mitarbeiter von Godefroy Engelman entwarf er zwischen 1822 und 1824 Teller für die Sammlung der Manufactures du Haut-Rhin. 1832 trat er in die Fabrik von Mathieu Mieg et Fils ein. Er malte mehrere Porträts, darunter: J.-J. Blech, Judith Landsmann, Mathieu Mieg in seinem Arbeitszimmer.[12]
- Théodore Muller (1819–1879): Zeichner und Maler, geboren in Straßburg, gestorben in Paris.[13]
- Frédéric-Émile Simon (1805–1886): geboren und gestorben in Straßburg, Graveur, Lithograf und Drucker, er gilt als Erfinder der Chromolithografie.[14]
- Pierre-Antoine Mongin (1761–1827): Graveur und Maler, geboren in Paris, gestorben in Versailles.[15]

Hinweis: Die französische Berufsbezeichnung der Künstler ist oft „Graveur“, im Gegensatz zum deutschen Graveur bezeichnet sie Künstler und nicht Handwerker.

### Beispiele

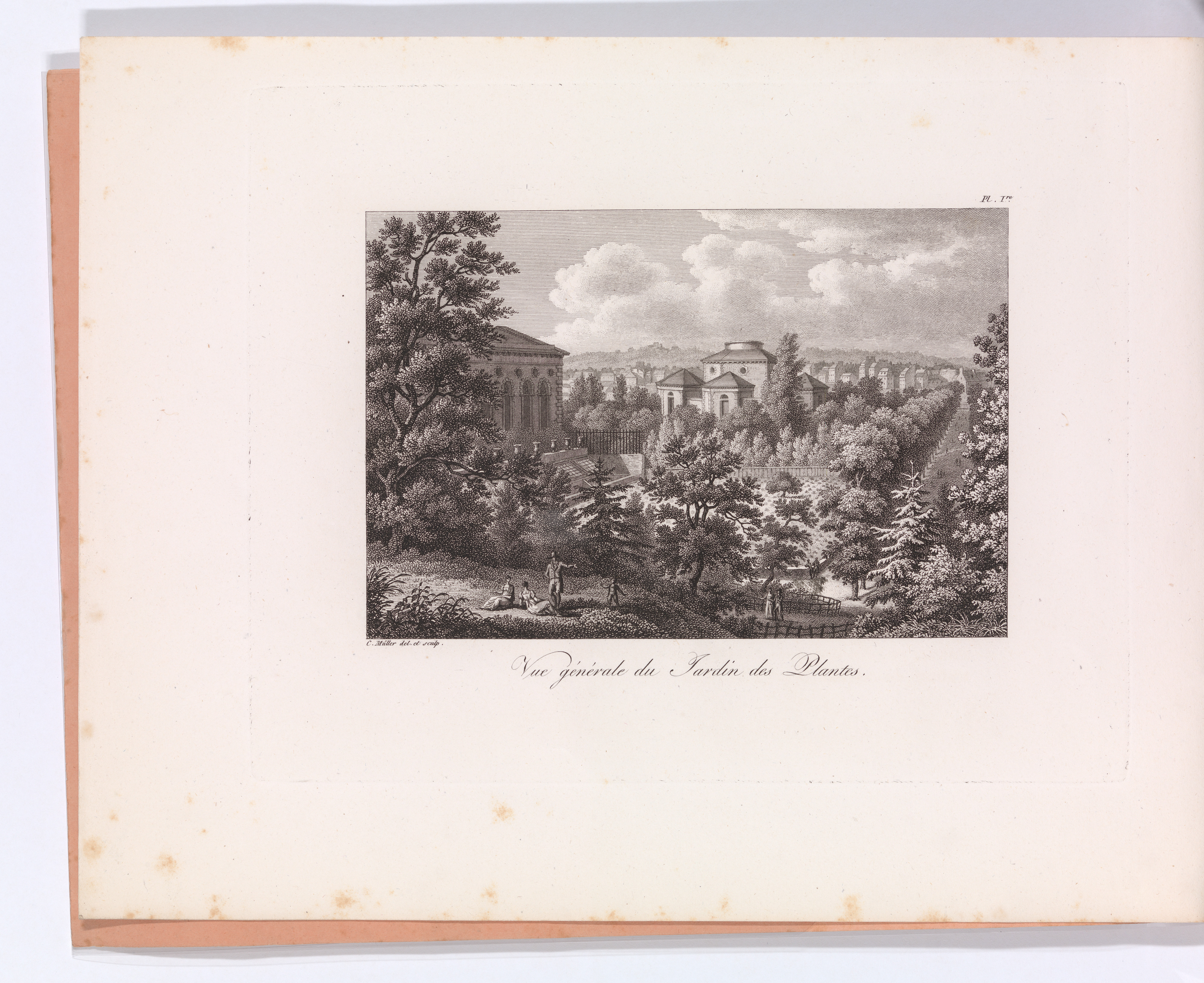
Henri Charles Muller
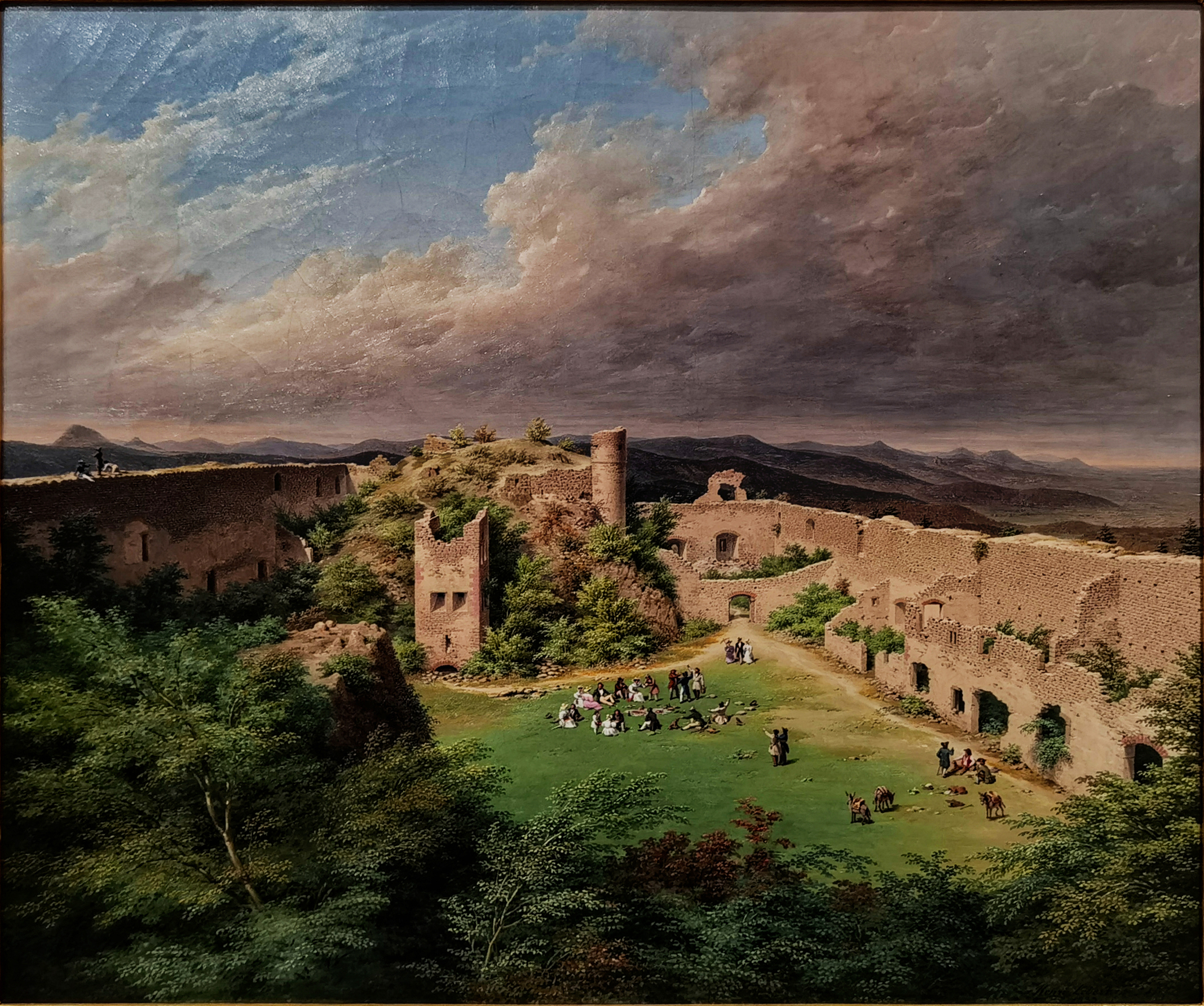
Henri Lebert
Frédéric-Émile Simon
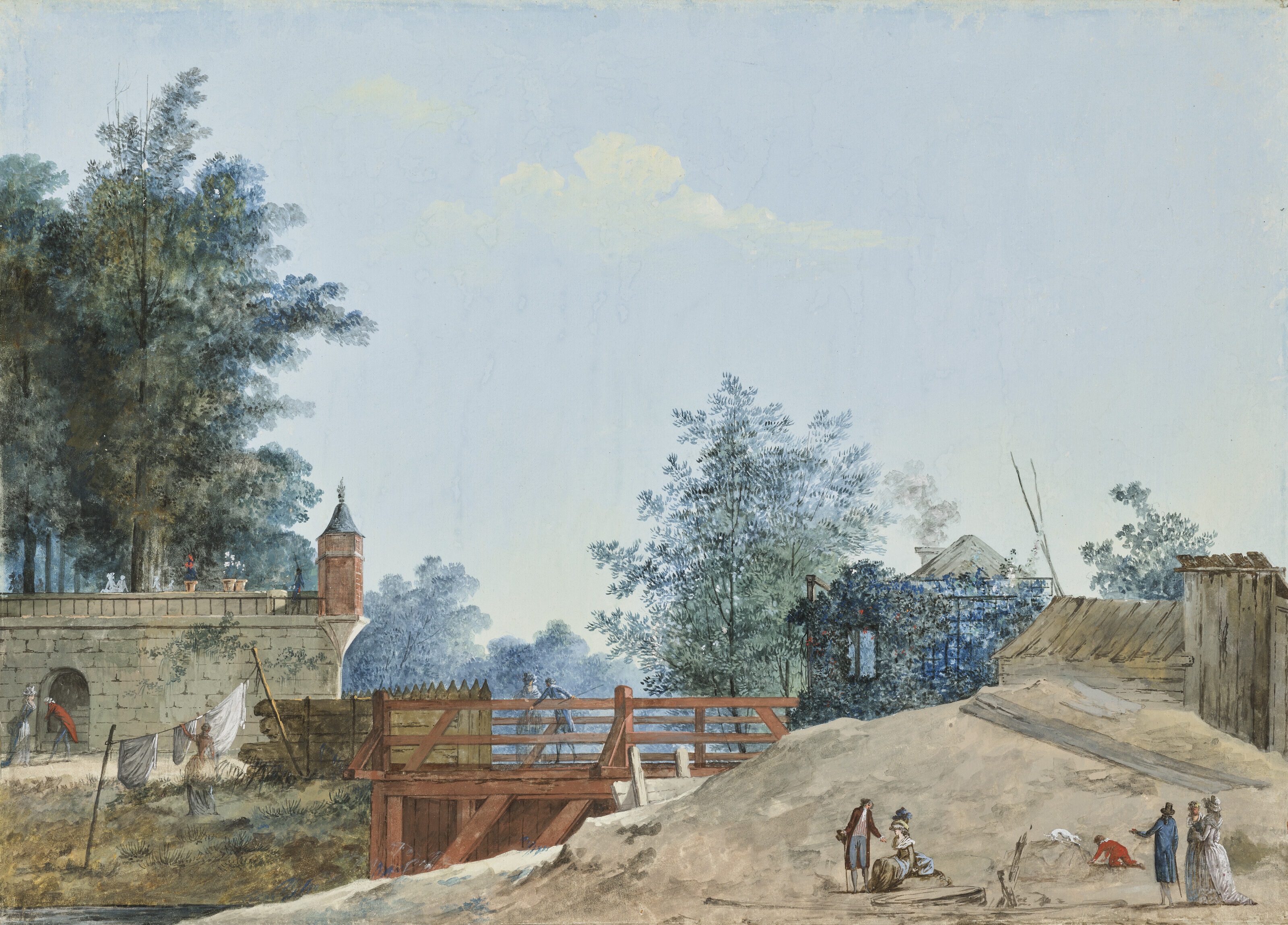
Pierre-Antoine Mongin

## Ausstellungen
- L’Alsace pittoresque. L'invention d'un paysage 1770-1870, Colmar, musée Unterlinden, 2011[16]